# Biatora epirotica
Biatora epirotica  је врста лишајева из породице Ramalinaceae. Пронађен је у Европи 2011. године и описан је као нов за науку. 
Врста припада роду Biatora. Род је први пут описан 1817. године, род се састоји од крстених лишајева са фотобионтима зелене алге, биаторинске апотеције, безбојних, једноставних аскоспора са 3 септата и бацилиформних пикноспора. Род за сада садржи 42 врсте које су широко распрострањене у умјереним подручјима. 